# Čarobni kvark
Čarobni kvark ili c kvark (eng. charm quark) je vrsta elementarne čestice od kojih se sastoji tvar, a prema masi je treći najteži kvark po redu između šest kvarkova. Čarobni kvark se nalazi u hadronima kao što su J/ψ mezon (J/ψ), D mezon (D), čarobni sigma barion (Σc), te u drugim čarobnim (šarmantnim) česticama.
Zajedno sa stranim kvarkom je dio druge porodice čestica prema standardom modelu s električnim nabojem od +2⁄3 e i masom od 1.27 GeV/c2. Kao i drugi kvarkovi spada u skupinu fermiona sa spinom od -1⁄2. Na njega djeluju sva 4 osnovna međudjelovanja: gravitacijsko, elektromagnetsko, slabo i jako. Antičestica čarobnom kvarku je čarobni antikvark. O njemu se špekuliralo još oko godine 1964., ali njegovo postojanje su pretpostavili 1970. Sheldon Glashow, John Iliopoulos i Luciano Maiani. Prva otkrivena čarobna (šarmantna) čestica bio je J/ψ mezon. Otkrili su ga timovi u SLAC-u kojeg je tada vodio Burton Richter te u BNL kojeg je vodio Samuel Ting. Pronalaskom te čestice prvi put je viđen i čarobni (šarmantni) kvark. Pronalazak J/ψ pa tako i c kvarka naziva se novembarska revolucija.